# Wentorf bei Hamburg

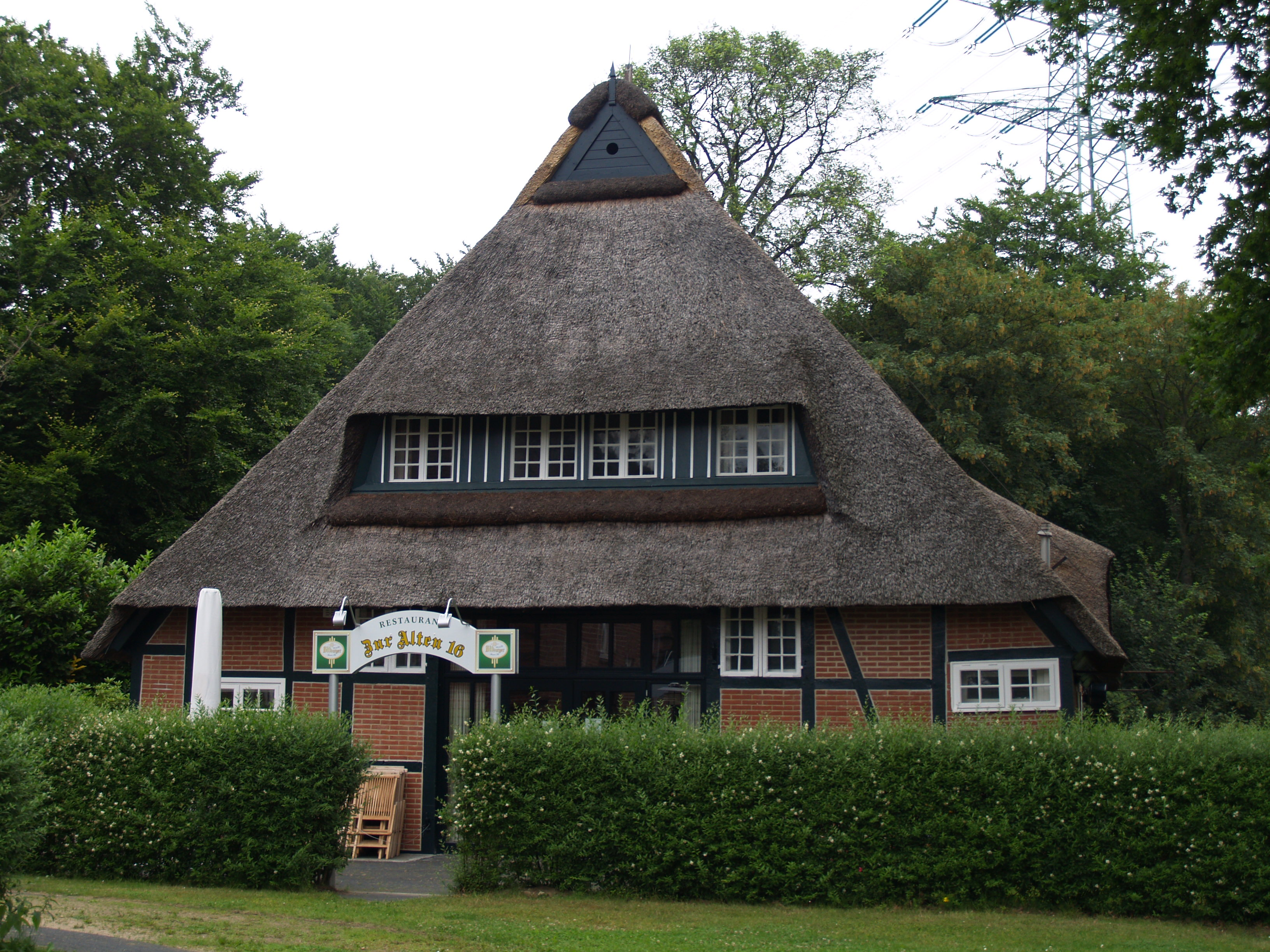
Wentorf, "Fachhallenhaus".

Wentorf bei Hamburg (pronunciación en alemán: /ˈvɛnˌtɔʁf baɪ̯ ˈhambʊʁk/ⓘ) es un municipio del Ducado de Lauenburg , en el sur de Schleswig-Holstein.

## Geografía
Se encuentra en el suroeste del Ducado de Lauenburg. Limita al sur y al oeste con Hamburgo, al norte, con el río Bille y la ciudad de Reinbek  y al este con los municipios de Wohltorf y Börnsen.

## Personalidades
- Carl von Tiedemann (1878-1979), teniente general.
- Fritz Specht (1891-1975), escritor alemán.
- Christian Bruhn (1934 - ), compositor, arreglista y letrista.
- Rolf Niese (1943 - ), político alemán.
- Volker Schirrmacher (1943 - ), investigador del cáncer e inmunólogo.
- Achim Reichel (1944 - ), músico, compositor y productor.
- Roger Willemsen (1955-2016), publicista y presentador de televisión.
- Ike Moriz (1972 - ), cantante, compositor y actor alemán-sudafricano.
- Carina Witthöft (1995 - ), tenista alemana.